# Héctor Canio
Héctor "Cachavacha" Canio, es un exfutbolista argentino. Se desempeñó como defensor y comenzó en el club Almirante Brown, donde debutó en el año 1967, como marcador central. Sin haber pasado por divisiones inferiores y con un puñado de partidos en Reserva, el técnico Marcos Busico, lo colocó en el primer equipo. 

## Vida deportiva y personal
De pelo castaño claro y rostro con arrugas prematuras, proviene su apodo: Cachavacha, una bruja de dibujo animado de la serie Hijitus. 
Alto, muy delgado y con piernas largas que le permitían realizar grandes zancadas, desplazándose con velocidad y mucha precisión para salir a cortar al rival. Considerado por colegas y rivales como un gran "tiempista". Canio, a pesar de su físico esmirriado y "pura fibra", no tenía problemas para trabar el balón y forzejearse con delanteros de mayor porte y contextura física.
Junto con Alfredo Omar Ortiz, es considerado uno de los símbolos de Almirante de los años '60 y '70, reuniendo ambos las características de entrega, despliegue físico y buena técnica, en las canchas del duro Ascenso. Se destaca la gran dupla central formada con Juan Carlos Pilla, sincronizando de forma perfecta los relevos y la marca férrea a rivales. 
En 1975, tras siete años y un gran rendimiento en "La Fragata", recaló en el sorprendente Lanús, con quien obtendría el ascenso a Primera División y la posibilidad de integrar la Selección Argentina de la Categoría B. Lamentablemente, la experiencia en la máxima categoría sería por un año;  el conjunto granate terminaría jugando una final por no descender contra Platense, perdiendo la misma en una bochornosa definición por tandas de penales (8-7). El cambio de jugadores adrede durante la definición, no percatada por el árbitro, sería motivo de un juicio millonario por parte del club sureño hacia la entidad de la AFA, ganándosela años más tarde.
Con la idea de cambiar de aire, Canio decidió recalar en el fútbol de Colombia. En 1978, siendo fichado para El Caldas y en 1979, por Deportivo Pereira. Ya de regresó en el país en 1980, retornó a finalizar su carrera en Almirante Brown, siendo uno de los jugadores con más presencias en la primera división mirasol (230). 
Ya retirado, completó con éxito el curso de entrenador técnico, egresandose con destacadas figuras como Daniel Alberto Pasarrella, Jorge Mario Olguin y Rubén Américo Gallego, pero sin ejercer oficialmente. En la actualidad, se desempeña como coordinador y formador de las escuelas de fútbol infantil del Sindicato de Trabajadores Municipales del partido de La Matanza, y Sol de Don Bosco (Ramos Mejía). Descubridor de talentosos jugadores como Diego Trotta (ex Vélez, Racing y Olimpo), Gustavo Cabral (ex Racing, River y Celta de Vigo) y Sebastián Canio (goleador de Nueva Chicago y Español), hijo del mismo.